# Felszólalás védjegyügyben
A felszólalás egy  kérelem egy védjegybejelentés lajstromozásával szemben, amelyet a védjegyet lajstromozó hatóságnál nyújthatnak be érdekeltek, saját korábbi jogukra hivatkozva.  Számos ország nemzeti védjegytörvénye, továbbá az Európai Unió védjegyjoga lehetőséget ad ilyen felszólalás benyújtására.
Magyarországon a felszólalás a védjegyjog viszonylag új intézménye. A védjegybejelentésben foglalt megjelölés lényegében  csak akkor részesülhet védjegyoltalomban, ha azt  a Szellemi Tulajdon Nemzeti Hivatala (SZTNH) a védjegylajstromba bejegyzi. Erre csak akkor kerülhet sor, ha az adott megjelölés eleget tesz a védjegytörvényben foglalt alaki követelményeknek, továbbá az SZTNH által hivatalból elvégzett vizsgálat szerint nem  áll fenn egyetlen feltétlen kizáró ok sem. Felszólalás esetén az SZTNH azt vizsgálja, vajon fennáll-e a lajstromozással szemben valamely viszonylagos kizáró ok.

## Magyarországon

### A felszólalás bevezetésének előzményei
Hazánknak az Európai Unióhoz való csatlakozásáig a magyar védjegyjog sohasem ismerte a felszólalás jogintézményét. Mind az 1969. évi IX. törvény szövege, mind a számos más rendelkezését tekintve ma is hatályos 1997. évi XI. törvény eredeti rendelkezései szerint az SZTNH a viszonylagos lajstromozást gátló okokat hivatalból vizsgálta. Az SZTNH a korábbi jog jogosultjának fellépése nélkül is jogosult volt egy védjegybejelentés lajstromozását erre a korábbi jogra való hivatkozással megtagadni. Az 1997. évi XI. törvény eredeti rendelkezései szerint észrevételt védjegyügyben bárki benyújthatott, akár feltétlen lajstromozást gátló okokra, akár korábbi jogára hivatkozva.
A védjegy versenyeszközként való felfogását a védjegytörvény  2003. évi novellája  teljesítette ki azzal, hogy – az EU-csatlakozáshoz szükséges változtatásokon túl – bevezette a felszólalást a védjegy lajstromozására irányuló eljárásba.

### A hatályos rendelkezések
Az Európai Unióhoz való csatlakozás előtti jogharmonizáció során - bár ez nem lett volna kötelező - a magyar jogalkotó is bevezette a felszólalás lehetőségét, egyúttal az észrevétel benyújtásának jogát csak a feltétlen lajstromozást gátló okokra korlátozta.
2004. május 1-je óta az SZTNH az érdemi vizsgálatot viszonylagos kizáró okok tekintetében csak felszólalás esetén vizsgálja. Egy védjegybejelentéssel szemben az arra jogosult (nem bárki!) akár több vagy többféle korábbi joga alapján is benyújthat felszólalást. A felszólaló lényegében arra kéri a Hivatalt, hogy az adott védjegybejelentés lajstromozását az árujegyzék egésze vagy egy része tekintetében utasítsa el.
Egy-egy felszólalás tárgyában a Szellemi Tulajdon Nemzeti Hivatala kétféle döntést hozhat:
- a felszólalásnak részben vagy egészben helyt ad és a felszólalással támadott védjegybejelentés oltalmát részben vagy egészben elutasítja, vagy
- a felszólalást elutasítja és a felszólalással támadott védjegybejelentést védjegyként lajstromozza.

Egy adott védjegybejelentéssel szemben felszólalást csak e védjegybejelentés meghirdetésének napjától számított 3 hónapon belül lehet benyújtani. A felszólalás benyújtására előírt határidő jogvesztő jellegű, tehát elmulasztása esetén ki van zárva az igazolás .

### Felszólalás benyújtására jogosultak
A felszólalás benyújtására jogosultak személyi körét a védjegytörvény korlátozza. Senki más nem nyújthat be felszólalást. Ezek szerint a Hivatal előtti felszólalásra kizárólag csak a következők bármelyike jogosult:
- a) a korábbi védjegy jogosultja és a védjegylajstromba bejegyzett használója;
- b) az 5. § (1) bekezdésében meghatározott jog jogosultja, [4] továbbá iparjogvédelmi jog esetében a lajstromba bejegyzett hasznosító, szerzői jogi jogosultság esetében a felhasználásra felhasználási szerződés alapján engedélyt szerző személy;
- c) a Vt. 5. § (2) bekezdésének a) pontja alapján [5] a korábbi használó;
- d) a Vt. 6. § alapján [6] a jogosult, akinek az engedélye nélkül a képviselő, illetve az ügynök saját nevében jelentette be a megjelölést lajstromozásra.[7]

### A felszólalás alaki követelményei
A felszólalás benyújtásának alaki követelményeit a védjegytörvény szabályozza. Ha a felszólalást nem arra jogosult nyújtotta be, illetőleg a felszólalás nem felel meg az alaki előírásoknak, a felszólalót hiánypótlásra hívja fel az SZTNH. Ennek eredménytelensége esetén illetve a felszólalási díj megfizetésének hiányában az SZTNH a felszólalást visszavontnak tekinti. 
A felszólaló a védjegy lajstromozására irányuló eljárásban – kizárólag a felszólalás tárgyában – ügyfélként vesz részt.

## Külföldön
Az egyes országok nemzeti védjegytörvényei, valamint az Európai Unió védjegyrendelete határozzák meg, vajon az adott országban illetve az EUIPO-nál benyújtott védjegybejelentéssel szemben van-e lehetőség felszólalás benyújtására vagy sem. 

### Felszólalás az EUIPO előtt
Az EUIPO hivatalból elvégzi az európai uniós védjegybejelentés érdemi vizsgálatát a feltétlen lajstromozást gátló okok tekintetében. Ha ilyen okot a vizsgálat nem tár fel, akkor a  védjegybejelentést meghirdetik az EUIPO védjegyértesítőjében.
Korábbi jog jogosultja az európai uniós védjegybejelentés  meghirdetését követő 3 hónapon belül felszólalhat a közösségi védjegybejelentéssel szemben az EUIPO előtt, kérve az európai védjegybejelentés elutasítását az árujegyzék egésze vagy  egy része tekintetében.  
A felszólalás  - főszabály szerint - írásban zajlik. Eredménye kétféle lehet, akárcsak a magyar (nemzeti) védjegybejelentésnél). A felszólaló szempontjából a védjegybejelentés egészben vagy az árujegyzék egy része tekintetében történő elutasítása azt jelenti, hogy felszólalásának egészben vagy részben helyt adnak, tehát a felszólaló egészben vagy egy részben az eljárás nyertese.